# 孙荫环
孙荫环（1949年12月—），辽宁大连人，中华人民共和国企业家，亿达集团有限公司董事局主席、党委书记，中华全国工商业联合会原副主席。